# Грешам (Висконсин)
Грешам (енгл. Gresham) град је у америчкој савезној држави Висконсин.

## Демографија
По попису из 2010. године број становника је 586, што је 11 (1,9%) становника више него 2000. године.
| Група             | 2000.       | 2010.       |
| Белци             | 394 (68,5%) | 389 (66,4%) |
| Афроамериканци    | 1 (0,2%)    | 1 (0,2%)    |
| Азијати           | 0 (0,0%)    | 0 (0,0%)    |
| Хиспаноамериканци | 12 (2,1%)   | 19 (3,2%)   |
| Укупно            | 575         | 586         |